# Miss Roraima 2018
Miss Roraima BE Emotion 2018 não foi um concurso e sim uma cerimônia de indicação da candidata do Estado de Roraima rumo à competição de Miss Brasil 2018. Primeiro Estado à escolher uma candidata válida para a disputa nacional, este foi o 49º ano de participação de uma roraimense no certame de Miss Brasil. A escolhida foi a bacharel em Direito, Mariana Pimentel Ferreira, natural de Boa Vista. 

## A cerimônia
Coroada oficialmente às 20:45 no horário local de Boa Vista, Marina possui diploma no curso Tecnólogo em Secretariado pelo Instituto Federal de Roraima (IFRR), é bacharel em Direito, granduanda em Economia e tem 23 anos, além de falar fluentemente espanhol e inglês, e iniciante no idioma francês. Tanto ela quanto seus pais são nascidos e residentes na capital do Estado, sua mãe Drª Geyza Pimentel, é professora Doutora da Universidade Federal de Roraima.  Marina foi enfaixada por Melina Gomes, Miss Roraima 2015 e coroada por Iane Cardoso, Miss Roraima 2016, já que sua antecessora, Nathália Lago, Miss Roraima 2017 vive e trabalha em seu Estado natal, Pará.  Marina já havia sido aclamada "Miss Boa Vista"  em 30 de Julho de 2017,  sob a coordenação de Bárbara Strino. A coordenação estadual ficou por conta do jovem empresário Paulo Silas Valente.

## Resultado
| Posição  | Município & Candidata         |
| Indicada | - Boa Vista - Marina Pimentel |